# Majorszczyna (rejon łubieński)
Majorszczyna (ukr. Майорщина) – wieś na Ukrainie, w obwodzie połtawskim, w rejonie łubieńskim, w hromadzie Hrebinka. W 2001 liczyła 886 mieszkańców.